# 拉蒙·奥尔马萨瓦尔
拉蒙·奥尔马萨瓦尔·蒂费（西班牙語：Ramón Ormazábal Tife，1910年—1982年）是西班牙共产主义政治人物，西班牙共产党中央委员会委员，巴斯克共产党创始人和领导人。

## 生平
早年：1910–36
1910年出生于吉普斯夸省伊倫。12岁时在昂代参加工作。早年接触了共产主义思想，积极参与社会活动。1934年工人起义失败后逃离潘普洛纳。1935年，他参与了西班牙共产党的地区分支——巴斯克共产党的成立。之后，他因巴斯克共产党的自治权问题与胡安·阿斯蒂加拉维亚产生矛盾。阿斯蒂加拉维亚后来因为“民族主义左倾错误”被开除出共产党。
战乱时期：1936–45
在西班牙内战中，他是巴斯克防务委员会成员，见证了巴斯克临时政府的成立。期间，他还是巴斯克共产党机关报《红色巴斯克》的负责人。1939年4月，他在阿利坎特被國民軍逮捕，并被关押在巴伦西亚的阿尔瓦特拉集中营，后被送入巴伦西亚监狱。不久，他成功越狱，并流亡美洲。1946年二战结束后，他移居法国，秘密进行共产党组织工作。
后半生：1945–82
1962年6月14日，他和一些党员在比斯开省被佛朗哥的宪兵队逮捕，并被秘密囚禁在毕尔巴鄂警察局长达24天，遭受了虐待和拷打。9月，他因“煽动罢工运动”被判处20年有期徒刑。
奥尔马萨瓦尔在1970年被释放，随后定居法国南部，担任巴斯克共产党总书记。
1982年7月5日因心脏病发作在毕尔巴鄂去世，享年72岁。